# Streghe per amore
Streghe per amore (ウルトラマニアック?, Urutora Maniakku, lett. "Ultra Maniac") è un manga mahō shōjo scritto e disegnato da Wataru Yoshizumi, pubblicato in Giappone sulla rivista Ribon di Shūeisha dal febbraio 2001 al gennaio 2004 e raccolto poi in cinque volumi. È stato trasposto in versione anime, dapprima in un OAV pilota uscito nell'agosto 2002 e poi in una serie televisiva di 26 episodi trasmessa tra maggio e novembre 2003 su Animax.
In Italia il manga è stato pubblicato tra aprile 2004 e febbraio 2005 da Planet Manga e conta 10 volumetti, mentre l'anime è stato mandato in onda su DeA Super dal 10 gennaio al 4 febbraio 2011.

## Trama
Le protagoniste della storia sono Ayu Tateishi, una ragazza solare, popolare e molto bella e Nina Sakura, una strega molto vivace e maldestra. L'incontro fra le due avviene proprio per la sbadataggine di Nina, la quale un giorno perde il controllo del monopattino magico, cadendo sopra ad Ayu.
Nina per caso trova il portafogli di Ayu. Per riportarglielo nota che tre bulli la stavano infastidendo quindi la aiuta con un incantesimo e le confessa che in realtà è una maga, proveniente dal Regno della Magia, venuta sulla Terra per studiare. Iniziano così per Ayu una serie di divertenti avventure con la sua nuova amica Nina, che la vuole aiutare a conquistare il ragazzo di cui è innamorata Kaji Tetsushi. Nel corso della storia Nina viene a scoprire che Kaji finge di comportarsi da bravo ragazzo, rimanendo spiazzata e non sapendo come dire ad Ayu della scoperta.
Mentre Nina è impegnata coi suoi incantesimi ad aiutare Ayu per conquistare Kaji (il più delle volte inutilmente), arriva dal Regno della Magia Yuta Kirishima, un ex compagno di classe di Nina (innamorato di lei a sua insaputa), ma che in apparenza è un "dongiovanni" che subito si interessa di Ayu. Anch'egli impegnato ad aiutare la ragazza coi suoi guai d'amore, le presta così una macchina fotografica magica, che riproduce l'immagine della persona amata da colui che viene fotografato. Per errore Ayu scatterà una foto a Yuta nella quale si rivelerà comparire proprio Nina. Alla fine Ayu e Kaji cominciano la loro storia d'amore.
Nel frattempo Hiroki Tsujiai, un amico di Ayu e Kaji, sembra interessato a Nina, di cui ha scoperto anche la vera identità.
I guai però non sono finiti per Nina: le giunge infatti la notizia di dover tornare nel suo Regno della Magia. Triste e disperata per dover lasciare i suoi amici ed il suo amato Tsujiai, la ragazza sarà costretta comunque a partire e ad abbandonare la Terra (Il manga termina con il ritorno definitivo sulla Terra di Nina, dopo qualche anno di studio nel regno della magia, e il fidanzamento di Nina con Tsujiai).
Nell'anime finisce in questo modo: il principe, che doveva sposare Nina nel regno della magia, in realtà non amava Nina ma Maya, le quali sono state, al momento dell'innamoramento del principe che aveva ballato con Maya e se ne era innamorato, confuse da Yuta che aveva risposto alla domanda del principe: chi è quella bellissima ragazza? Così Nina, per opera del malinteso, torna sulla Terra e continua la sua vita con la sua migliore amica Ayu e il suo amato ragazzo, Tsujiai.

## Personaggi principali
Ayu Tateishi (立石 亜由?, Tateishi Ayu)
Doppiata da: Satsuki Yukino (OAV) e Yui Horie (serie TV) (ed. giapponese), Elisabetta Spinelli (ed. italiana)
Frequenta il 2º anno di liceo, ed è piuttosto popolare a scuola per via della sua disponibilità ad aiutare gli altri e degli ottimi voti. Ha la passione per il tennis, gioca nel club della scuola. Amica di Nina, un po' per caso e un po' per sfortuna/fortuna: è sempre in mezzo ai pasticci combinati dalla maghetta, ma la sua amicizia la aiuta a conquistare Kaji.
Nina Sakura (佐倉 仁菜?, Sakura Nina)
Doppiata da: Mayuko Omimura (OAV) e Akemi Kanda (serie TV) (ed. giapponese), Emanuela Pacotto (ed. italiana)
Proviene dal Regno della Magia e possiede un gatto di nome Leo (pronuncia: Lio), il quale ha la possibilità di trasformarsi in un umano. Nina, che è anche compagna di classe di Ayu, usa la sua magia sempre a fin di bene per aiutare l'amica, anche se i risultati spesso non sono del tutto ottimali. Nina ammira molto Ayu e farebbe di tutto per aiutarla. È la prima che scopre la vera personalità di Kaji. In seguito si innamorerà di Tsujiai.
Tetsushi Kaji (架地 哲士?, Kaji Tetsushi)
Doppiato da: Hiroshi Kamiya (ed. giapponese), Federico Zanandrea (ed. italiana)
Appartiene allo stesso grado sia di Nina che di Ayu ed è un ragazzo molto carino. Apparentemente di bell'aspetto, sempre gentile, sorridente. Tutte le ragazze della scuola sono attratte da lui, anche quelle di classi differenti. Però tutto ciò è solo una maschera: in realtà è un semplice ragazzo che non ama ricevere i regali da persone/ammiratrici che non conosce. Questa maschera si è creata proprio a causa di Ayu dopo aver capito che ella lo ammirava perché era un bravo ragazzo sempre gentile con tutti. Appartiene al club scolastico di baseball ed è il migliore amico di Tsujiai.
Hiroki Tsujiai (辻合 宏基?, Tsujiai Hiroki)
Doppiato da: Susumu Chiba (ed. giapponese), Alessandro Rigotti (ed. italiana)
È un amico di Kaji, Ayu e Nina. È il capo del club maschile di tennis. Scopre durante una festa che Nina è una strega, all'inizio lei gli nega tutto ma poi gli racconta tutta la verità. Frequenta la stessa classe di Ayu, Nina e Kaji.
Yuta Kirishima (桐島 由多?, Kirishima Yuta)
Doppiato da: Isamu Hayashi (ed. giapponese), Paolo De Santis (ed. italiana)
Amico d'infanzia di Nina, proviene anche lui dal mondo della magia e si inserisce molto bene con gli amici di Nina tanto che all'inizio ci prova subito con Ayu. In realtà è da sempre innamorato di Nina, successivamente però si interesserà a Luna.
Maya Orihara (織原 マヤ?, Orihara Maya)
Doppiata da: Saeko Chiba (ed. giapponese), Beatrice Caggiula (ed. italiana)
Frequenta la stessa scuola di Ayu e Nina. Anche lei è una strega e porterà un po' di scompiglio fra i protagonisti. È una ragazza molto bella e dallo sguardo di ghiaccio, ha un camaleonte di nome Ruru, sempre posato su una sua spalla e un corvo chiamato Shiro, che manda spesso in missione per spiare le mosse della rivale Nina. Lei cerca di prendere le pietre magiche con la magia nera infatti durante l'incantesimo le pietre andranno via da Maya e ritorneranno da Nina. Lei voleva le pietre perché amava molto il principe infatti durante una festa al castello (quando sia lei che Nina erano molto piccole) lei gli salvò la vita e lui le diede una chiave. Nell'ultimo episodio Maya si sposerà con il principe così sarà finalmente felice. Compare maggiormente nell'anime mentre nel manga fa solo una breve apparizione nel capitolo extra dell'ultimo volume dove Nina rivela ad Ayu che Maya è la sua compagna di stanza al dormitorio.

## Media

### Manga
Il manga, composto da 25 capitoli suddivisi in 5 volumi, è stato serializzato sulla rivista Ribon della Shūeisha dal febbraio 2001 al gennaio 2004. I capitoli sono stati raccolti in 5 volumi tankōbon pubblicati dal 6 agosto 2002 al 14 maggio 2004.
In Italia è stato pubblicato dalla Planet Manga, sottoetichetta della Panini Comics, da aprile 2004 a febbraio 2005, dividendo ogni volume giapponese in 2, portando così il numero a 10.
È arrivato anche negli Stati Uniti edito da Viz Media, in Francia da Glénat, in Spagna da Panini Comics, in Germania da Tokyopop, in Portogallo da Planet Manga ed in Cina da Sharp Point Press.

#### Volumi
| 1 | 1-2  | 6 agosto 2002                       | ISBN 4-08-856393-X | 8 aprile 2004 8 giugno 2004       |
| 1 | 1-2  | Capitoli - Capitoli 1-5             |                    |                                   |
| 2 | 3-4  | 15 gennaio 2003                     | ISBN 4-08-856431-6 | 7 luglio 2004 9 agosto 2004       |
| 2 | 3-4  | Capitoli - Capitoli 6-13            |                    |                                   |
| 3 | 5-6  | 13 giugno 2003                      | ISBN 4-08-856467-7 | 16 settembre 2004 15 ottobre 2004 |
| 3 | 5-6  | Capitoli - Capitoli 14-18 + 2 extra |                    |                                   |
| 4 | 7-8  | 15 dicembre 2003                    | ISBN 4-08-856507-X | 9 novembre 2004 14 dicembre 2004  |
| 4 | 7-8  | Capitoli - Capitoli 19-20 + 1 extra |                    |                                   |
| 5 | 9-10 | 14 maggio 2004                      | ISBN 4-08-856535-5 | 13 gennaio 2005 11 febbraio 2005  |
| 5 | 9-10 | Capitoli - Capitoli 21-24 + 1 extra |                    |                                   |

### Anime

Le protagoniste, Nina e Ayu

Il 6 agosto 2002 è stato pubblicato in Giappone un OAV pilota, il quale non è mai stato distribuito al di fuori del territorio asiatico, al contrario della serie televisiva.
L'anime televisivo invece, prodotto da Ashi Productions (poi Production Reed), è composto da 26 episodi trasmessi in Giappone sulla rete televisiva Animax dal 20 maggio all'11 novembre 2003. Le sigle sono rispettivamente Kagami no naka (鏡の中? lett. "All'interno dello specchio") (apertura) e Hitotsu = Unmei kyōdōtai (ひとつ＝運命共同体? lett. "Un'unione del fato") (chiusura) entrambe cantate da can/goo.
In Italia è stato trasmesso dal 10 gennaio al 4 febbraio 2011 su DeA Super. Nell'edizione italiana sono state mantenute le sigle originali. Il doppiaggio italiano è stato curato dalla ADC Group di Milano sotto la direzione di Claudio Beccari e Michela Uberti. L'adattamento dei dialoghi dell'edizione italiana è stato effettuato da Claudio Beccari, Gabriella Fantini, Antonella Marcora, Vittoria Ponticelli e Guido Rutta.

#### Episodi
1. Ayu e Nina
2. Ben arrivato
3. Chi vincerà
4. Da capo
5. Enigma
6. Fantasmi
7. Giganteschi animaletti domestici
8. Ha bisogno di noi
9. Informazioni segrete
10. Jenny la bambola di pezza
11. Kamikaze o maggiordomo
12. La notte dei fuochi
13. Mercatino delle pulci
14. Non è sempre amore
15. Oh che bella gita!
16. Partita andata male
17. Quell'incantesimo bestiale
18. Ragazzi come siamo cresciuti!
19. Sempre amiche
20. Tutti i dubbi del mondo
21. Un amore che scotta
22. Veicolo d'amore
23. Wow che notte magica
24. X l'incognita del giorno
25. Yo-Yo della magia
26. Zitta zitta Nina se ne torna a casa

## Accoglienza
Carlo Santos di Anime News Network recensì il primo volume del manga affermando che era un'affascinante commedia scolastica majokko. I personaggi distintivi e i disegni divertenti e fluidi rendevano l'inizio promettente, anche grazie ad alcune idee già viste altrove che fungevano da forza trainante della serie. L'umorismo prendeva spunto dal lato realistico della storia, presentando i problemi tra gli adolescenti, e con i folli incantesimi di Nina a dare la battuta finale. Le situazioni erano spesso prevedibili ma venivano fornite con un brio e un'energia che le rendevano comunque divertenti. La storia era piuttosto semplice e ogni capitolo era autoconclusivo, anche se a volte si alludeva brevemente agli eventi passati. Tale semplicità consentiva alla storia di concentrarsi maggiormente sui personaggi e sul mondo in cui vivevano, il che forniva puro intrattenimento. Tuttavia il recensore non si sentii di consigliare Streghe per amore a chi preferiva gli shōjo caratterizzati da personaggi complessi e trame lunghe e intrecciate, in quanto i protagonisti della serie non presentavano emozioni contrastanti e retroscena drammatici, anche se ciò non li rendeva poco interessanti, anzi si rivelavano memorabili seppure in qualche modo stereotipati. L'autrice Wataru Yoshizumi era riuscita a tenere uno stile di disegno fresco e straordinario agli occhi contemporanei e il character design era una parte essenziale dell'umorismo, dove i personaggi venivano rappresentati con lo stile chibi nelle scene comiche. Anche se il manga era indirizzato a un pubblico femminile, si rivelava divertente e poteva essere apprezzato da entrambi i sessi e da tutte le età.
Theron Martin dello stesso sito trattò il primo volume DVD dell'anime e sostenne che i fan dei mahō shōjo avrebbero trovato tutto ciò che desideravano, ovvero: molta magia, scene di trasformazione, un famiglio animale che poteva parlare e cambiare forma, ragazzi carini, situazioni divertenti e imbarazzanti e altro ancora. La storia era adattata ai tempi più moderni ma chi non amava particolarmente il genere avrebbe fatto bene ad evitare la serie in quanto troppo "pura" per avere qualche speranza di essere un successo rivoluzionario. La sceneggiatura e la sua narrazione potevano essere godibili per gli amanti del genere e il pubblico di riferimento, ovvero le ragazze delle scuole medie, in quanto non bisognava aspettarsi troppo per lo sviluppo della trama. Fatta eccezione per l'abito di Nina quando si trasforma, l'anime non aveva grandi meriti artistici; i disegni dei personaggi femminili erano insipidi e per nulla carini (tranne Nina trasformata) ed erano troppo giovani per essere sexy, mentre i ragazzi si distinguevano già di più ed erano generalmente più attraenti. Le animazioni non erano eccezionali, a volte gli sfondi erano belli o semplicemente adeguati, i colori luminosi e allegri mentre l'uso degli effetti in CGI era limitato. La colonna sonora era energica e oberata di effetti sonori e le sigle erano entrambe adeguate alla serie. In conclusione Martin consigliò la serie solamente a chi apprezzava il genere poiché la ritenne uno degli esempi più stereotipati dei mahō shōjo. Jennifer Berman di THEM Anime Reviews lo descrisse come un mix dei tipici triangoli amorosi di Wataru Yoshizumi e la magica femminilità, dove era la magia ad essere prevalente anche se la sequenza di trasformazione di Nina veniva ripetuta fino alla nausea e dopo un po' risultava fastidiosa da guardare. Ayu era un personaggio interessante, anche se non all'altezza di Miki di Marmalade Boy, Kaji risultava un po' blando e noioso mentre Nina si mostrava simpatica con i suoi interventi facendo spesso la parte della stupida. In conclusione l'anime era divertente anche se minato da un paio di piccoli difetti che però non compromettevano la sua visione.